# Coupe Memorial 1972
Navigation
Édition précédente Édition suivante
L'édition 1972 de la Coupe Memorial est présentée du 8 au 14 mai 1972 à Ottawa en Ontario. Gérée par l'Association canadienne de hockey amateur, elle regroupe les meilleures équipes de niveau junior à travers les ligues basée au Canada.
Il s'agit du premier tournoi où trois équipes y participent en disputant une ronde préliminaire.

## Équipes participantes
- Les Royals de Cornwall représentent la Ligue de hockey junior majeur du Québec.
- Les Petes de Peterborough représentent l'Association de hockey de l'Ontario.
- Les Oil Kings d'Edmonton représentent la Ligue de hockey de l'ouest du Canada.

## Classement de la ronde préliminaire
| Équipe                | PJ | V | D | BP | BC | Pts |
| --------------------- | -- | - | - | -- | -- | --- |
| Petes de Peterborough | 2  | 2 | 0 | 10 | 6  | 4   |
| Royals de Cornwall    | 2  | 1 | 1 | 7  | 4  | 2   |
| Oil Kings d'Edmonton  | 2  | 0 | 2 | 4  | 11 | 0   |

## Résultats

### Résultats du tournoi à la ronde
| Date        | Vainqueur             | Résultat | Perdant              | Lieu                |
| ----------- | --------------------- | -------- | -------------------- | ------------------- |
| 8 mai 1972  | Petes de Peterborough | 4-2      | Royals de Cornwall   | Ottawa Civic Centre |
| 10 mai 1972 | Petes de Peterborough | 6-4      | Oil Kings d'Edmonton | Ottawa Civic Centre |
| 12 mai 1972 | Royals de Cornwall    | 5-0      | Oil Kings d'Edmonton | Ottawa Civic Centre |

### Ronde finale
| Date        | Vainqueur          | Résultat | Perdant               | Lieu                |
| ----------- | ------------------ | -------- | --------------------- | ------------------- |
| 14 mai 1972 | Royals de Cornwall | 2-1      | Petes de Peterborough | Ottawa Civic Centre |

## Effectifs
Voici la liste des joueurs des Royals de Cornwall, équipe championne du tournoi 1972 :
- Entraîneur : Orval Tessier
- Gardiens : Richard Brodeur et Tom Wynne.
- Défenseurs : Robert Bingley, Brian Bowles, Brian McCullough, Bob Murray, Al Sims, Ron Smith, Pierre Viau,
- Attaquants : Yvon Blais, Stu Davison, Robert Geoffrion, Dave Johnson, Dan Lupinette, Blair MacDonald, Tony McCarthy, Gary MacGregor, John Nazar, Michel Renaud, Gerry Teeple, Kevin Tracey, John Wensink,

## Honneurs individuels
- Trophée Stafford-Smythe (MVP) : Richard Brodeur (Royals de Cornwall)